# Seznam uniformnih poliedrov
Seznam uniformnih poliedrov vsebuje 
- vseh 75 neprizmatičnih uniformnih poliedrov
- nekaj predstavnikov neskončne množice prizem in antiprizem
- posebni primer poliedra: Skillingova oblika s prekrivajočimi se robovi

Na seznamu pa ni 
- 40 potencialno uniformnih poliedrov z izrojenimi oblikami oglišč, ki pa imajo prekrivajoče se robove
- 11 uniformnih  poploščenj s konveksnimi ploskvami
- 14 uniformnih poploščenj z nekoveksnimi ploskvami
- neskončna množica uniformnih poploščenj v hiperbolični ravnini

## Seznam uniformnih poliedrov
Konveksni uniformni poliedri so našteti po stopnjah konfiguracije oglišč od 3 stranskih ploskev na eno oglišče in v rastočem redu števila stranic stranskih ploskev. Ta urejenost omogoča prikaz topoloških podobnosti.

### Konveksne oblike (3stranske ploskve/oglišče)
| ime                         | slika | razred telesa | Wythoffov simbol | konfiguracija oglišč | Bowersova okrajšava | grupa simetrije | W#   | U#  | K#  | oglišča (V) | robovi (E) | stranske ploskve (F) | χ = V-E+F | tip stranske ploskve |
| --------------------------- | ----- | ------------- | ---------------- | -------------------- | ------------------- | --------------- | ---- | --- | --- | ----------- | ---------- | -------------------- | --------- | -------------------- |
| tetraeder                   |       | R             | 3\|2 3           | 3.3.3                | Tet                 | Td              | W001 | U01 | K06 | 4           | 6          | 4                    | 2         | 4{3}                 |
| tristrana prizma            |       | P             | 2 3\|2           | 3.4.4                | Trip                | D3h             | --   | --  | --  | 6           | 9          | 5                    | 2         | 2{3}+3{4}            |
| prisekani tetraeder         |       | A             | 2 3\|3           | 3.6.6                | Tut                 | Td              | W006 | U02 | K07 | 12          | 18         | 8                    | 2         | 4{3}+4{6}            |
| prisekana kocka             |       | A             | 2 3\|4           | 3.8.8                | Tic                 | Oh              | W008 | U09 | K14 | 24          | 36         | 14                   | 2         | 8{3}+6{8}            |
| prisekani dodekaeder        |       | A             | 2 3\|5           | 3.10.10              | Tid                 | Ih              | W010 | U26 | K31 | 60          | 90         | 32                   | 2         | 20{3}+12{10}         |
| kocka                       |       | R             | 3\|2 4           | 4.4.4                | Cube                | Oh              | W003 | U06 | K11 | 8           | 12         | 6                    | 2         | 6{4}                 |
| petstrana prizma            |       | P             | 2 5\|2           | 4.4.5                | Pip                 | D5h             | --   | U76 | K01 | 10          | 15         | 7                    | 2         | 5{4}+2{5}            |
| šeststrana prizma           |       | P             | 2 6\|2           | 4.4.6                | Hip                 | D6h             | --   | --  | --  | 12          | 18         | 8                    | 2         | 6{4}+2{6}            |
| osemstrana prizma           |       | P             | 2 8\|2           | 4.4.8                | Op                  | D8h             | --   | --  | --  | 16          | 24         | 10                   | 2         | 8{4}+2{8}            |
| desetstrana prizma          |       | P             | 2 10\|2          | 4.4.10               | Dip                 | D10h            | --   | --  | --  | 20          | 30         | 12                   | 2         | 10{4}+2{10}          |
| dvanajststrana prizma       |       | P             | 2 12\|2          | 4.4.12               | Twip                | D12h            | --   | --  | --  | 24          | 36         | 14                   | 2         | 12{4}+2{12}          |
| prisekani oktaeder          |       | A             | 2 4\|3           | 4.6.6                | Toe                 | Oh              | W007 | U08 | K13 | 24          | 36         | 14                   | 2         | 6{4}+8{6}            |
| veliki rombikubooktaeder    |       | A             | 2 3 4\|          | 4.6.8                | Girco               | Oh              | W015 | U11 | K16 | 48          | 72         | 26                   | 2         | 12{4}+8{6}+6{8}      |
| veliki rombiikozidodekaeder |       | A             | 2 3 5\|          | 4.6.10               | Grid                | Ih              | W016 | U28 | K33 | 120         | 180        | 62                   | 2         | 30{4}+20{6}+12{10}   |
| dodekaeder                  |       | R             | 3\|2 5           | 5.5.5                | Doe                 | Ih              | W005 | U23 | K28 | 20          | 30         | 12                   | 2         | 12{5}                |
| prisekani ikozaeder         |       | A             | 2 5\|3           | 5.6.6                | Ti                  | Ih              | W009 | U25 | K30 | 60          | 90         | 32                   | 2         | 12{5}+20{6}          |

### Konveksne oblike (4 stranske ploskve/oglišče)
| ime                       | slika | razred telesa | Wythoffov simbol | konfiguracija oglišč | Bowersova okrajšava | grupa simetrije | W#   | U#  | K#  | oglišča (V) | robovi (E) | stranske ploskve (F) | χ = V-E+F | tip stranske ploskve |
| ------------------------- | ----- | ------------- | ---------------- | -------------------- | ------------------- | --------------- | ---- | --- | --- | ----------- | ---------- | -------------------- | --------- | -------------------- |
| oktaeder                  |       | R             | 4\|2 3           | 3.3.3.3              | Oct                 | Oh              | W002 | U05 | K10 | 6           | 12         | 8                    | 2         | 8{3}                 |
| kvadratna antiprizma      |       | P             | \|2 2 4          | 3.3.3.4              | Squap               | D4d             | --   | --  | --  | 8           | 16         | 10                   | 2         | 8{3}+2{4}            |
| petstrana antiprizma      |       | P             | \|2 2 5          | 3.3.3.5              | Pap                 | D5d             | --   | U77 | K02 | 10          | 20         | 12                   | 2         | 10{3}+2{5}           |
| šeststrana antiprizma     |       | P             | \|2 2 6          | 3.3.3.6              | Hap                 | D6d             | --   | --  | --  | 12          | 24         | 14                   | 2         | 12{3}+2{6}           |
| osemstrana antiprizma     |       | P             | \|2 2 8          | 3.3.3.8              | Oap                 | D8d             | --   | --  | --  | 16          | 32         | 18                   | 2         | 16{3}+2{8}           |
| desetstrana antiprizma    |       | P             | \|2 2 10         | 3.3.3.10             | Dap                 | D10d            | --   | --  | --  | 20          | 40         | 22                   | 2         | 20{3}+2{10}          |
| dvanajststrana antiprizma |       | P             | \|2 2 12         | 3.3.3.12             | Twap                | D12d            | --   | --  | --  | 24          | 48         | 26                   | 2         | 24{3}+2{12}          |
| kubooktaeder              |       | A             | 2\|3 4           | 3.4.3.4              | Co                  | Oh              | W011 | U07 | K12 | 12          | 24         | 14                   | 2         | 8{3}+6{4}            |
| mali rombikubooktaeder    |       | A             | 3 4\|2           | 3.4.4.4              | Sirco               | Oh              | W013 | U10 | K15 | 24          | 48         | 26                   | 2         | 8{3}+(6+12){4}       |
| mali rombiikozidodekaeder |       | A             | 3 5\|2           | 3.4.5.4              | Srid                | Ih              | W014 | U27 | K32 | 60          | 120        | 62                   | 2         | 20{3}+30{4}+12{5}    |
| ikozidodekaeder           |       | A             | 2\|3 5           | 3.5.3.5              | Id                  | Ih              | W012 | U24 | K29 | 30          | 60         | 32                   | 2         | 20{3}+12{5}          |

### Konveksne oblike (5 stranskih ploskev/oglišče)
| ime                  | slika | razred telesa | Wythoffov simbol | konfiguracija oglišča | Bowersova okrajšava | grupa simetrije | W#   | U#  | K#  | oglišča (V) | robovi (E) | stranske ploskve (F) | χ=V-E+F | tip stranske ploskve |
| -------------------- | ----- | ------------- | ---------------- | --------------------- | ------------------- | --------------- | ---- | --- | --- | ----------- | ---------- | -------------------- | ------- | -------------------- |
| ikozaeder            |       | R             | 5\|2 3           | 3.3.3.3.3             | Ike                 | Ih              | W004 | U22 | K27 | 12          | 30         | 20                   | 2       | 20{3}                |
| prirezana kocka      |       | A             | \|2 3 4          | 3.3.3.3.4             | Snic                | O               | W017 | U12 | K17 | 24          | 60         | 38                   | 2       | (8+24){3}+6{4}       |
| prirezani dodekaeder |       | A             | \|2 3 5          | 3.3.3.3.5             | Snid                | I               | W018 | U29 | K34 | 60          | 150        | 92                   | 2       | (20+60){3}+12{5}     |

### Nekonveksne oblike s konveksnimi stranskimi ploskvami
| ime                                  | slika | razred telesa | Wythoffov simbol | konfiguracija oglišč | Bowersova okrajšava | grupa simetrije | W#   | U#  | K#  | oglišča (V) | robovi (E) | stranske ploskve (F) | χ = V-E+F | tip stranskih ploskev |
| ------------------------------------ | ----- | ------------- | ---------------- | -------------------- | ------------------- | --------------- | ---- | --- | --- | ----------- | ---------- | -------------------- | --------- | --------------------- |
| oktahemioktaeder                     |       | C+            | 3/2 3\|3         | 6.3/2.6.3            | Oho                 | Td              | W068 | U03 | K08 | 12          | 24         | 12                   | 0         | 8{3}+4{6}             |
| tetrahemiheksaeder                   |       | C+            | 3/2 3\|2         | 4.3/2.4.3            | Thah                | Td              | W067 | U04 | K09 | 6           | 12         | 7                    | 1         | 4{3}+3{4}             |
| kubohemioktaeder                     |       | C+            | 4/3 4\|3         | 6.4/3.6.4            | Cho                 | Oh              | W078 | U15 | K20 | 12          | 24         | 10                   | -2        | 6{4}+4{6}             |
| veliki dodekaeder                    |       | R+            | 5/2\|2 5         | (5.5.5.5.5)/2        | Gad                 | Ih              | W021 | U35 | K40 | 12          | 30         | 12                   | -6        | 12{5}                 |
| veliki ikozaeder                     |       | R+            | 5/2\|2 3         | (3.3.3.3.3)/2        | Gike                | Ih              | W041 | U53 | K58 | 12          | 30         | 20                   | 2         | 20{3}                 |
| veliki ditrigonalni ikozaeder        |       | C+            | 3/2\|3 5         | (5.3.5.3.5.3)/2      | Gidtid              | Ih              | W087 | U47 | K52 | 20          | 60         | 32                   | -8        | 20{3}+12{5}           |
| mali rombiheksaeder                  |       | C+            | 3/2 2 4\|        | 4.8.4/3.8            | Sroh                | Oh              | W086 | U18 | K23 | 24          | 48         | 18                   | -6        | 12{4}+6{8}            |
| mali kubikubooktaeder                |       | C+            | 3/2 4\|4         | 8.3/2.8.4            | Socco               | Oh              | W069 | U13 | K18 | 24          | 48         | 20                   | -4        | 8{3}+6{4}+6{8}        |
| nekonveksen veliki rombikubooktaeder |       | C+            | 3/2 4\|2         | 4.3/2.4.4            | Querco              | Oh              | W085 | U17 | K22 | 24          | 48         | 26                   | 2         | 8{3}+(6+12){4}        |
| mali dodekahemidodekaeder            |       | C+            | 5/4 5\|5         | 10.5/4.10.5          | Sidhid              | Ih              | W091 | U51 | K56 | 30          | 60         | 18                   | -12       | 12{5}+6{10}           |
| veliki dodekahemiikozaeder           |       | C+            | 5/4 5\|3         | 6.5/4.6.5            | Gidhei              | Ih              | W102 | U65 | K70 | 30          | 60         | 22                   | -8        | 12{5}+10{6}           |
| mali ikozihemidodekaeder             |       | C+            | 3/2 3\|5         | 10.3/2.10.3          | Seihid              | Ih              | W089 | U49 | K54 | 30          | 60         | 26                   | -4        | 20{3}+6{10}           |
| mali dodekikozaeder                  |       | C+            | 3/2 3 5\|        | 10.6.10/9.6/5        | Siddy               | Ih              | W090 | U50 | K55 | 60          | 120        | 32                   | -28       | 20{6}+12{10}          |
| mali rombidodekaeder                 |       | C+            | 2 5/2 5\|        | 10.4.10/9.4/3        | Sird                | Ih              | W074 | U39 | K44 | 60          | 120        | 42                   | -18       | 30{4}+12{10}          |
| mali dodekikozidodekaeder            |       | C+            | 3/2 5\|5         | 10.3/2.10.5          | Saddid              | Ih              | W072 | U33 | K38 | 60          | 120        | 44                   | -16       | 20{3}+12{5}+12{10}    |
| rombikozaeder                        |       | C+            | 2 5/2 3\|        | 6.4.6/5.4/3          | Ri                  | Ih              | W096 | U56 | K61 | 60          | 120        | 50                   | -10       | 30{4}+20{6}           |

### Nekonveksne prizmatične oblike
| ime                            | slika | razred telesa | Wythoffov simbol | konfiguracija oglišč | Bowersova okrajšava | grupa simetrije | W# | U#  | K#  | oglišča (V) | robovi (E) | stranske ploskve (F) | χ = V-E+F | tip stranske ploskve |
| ------------------------------ | ----- | ------------- | ---------------- | -------------------- | ------------------- | --------------- | -- | --- | --- | ----------- | ---------- | -------------------- | --------- | -------------------- |
| pentagramska prizma            |       | P+            | 2 5/2\|2         | 5/2.4.4              | Stip                | D5h             | -- | U78 | K03 | 10          | 15         | 7                    | 2         | 5{4}+2{5/2}          |
| heptagramska prizma (7/3)      |       | P+            | 2 7/3\|2         | 7/3.4.4              | Giship              | D7h             | -- | --  | --  | 14          | 21         | 9                    | 2         | 7{4}+2{7/3}          |
| heptagramska prizma (7/2)      |       | P+            | 2 7/2\|2         | 7/2.4.4              | Ship                | D7h             | -- | --  | --  | 14          | 21         | 9                    | 2         | 7{4}+2{7/2}          |
| pentagramska antiprizma        |       | P+            | \|2 2 5/2        | 5/2.3.3.3            | Stap                | D5h             | -- | U79 | K04 | 10          | 20         | 12                   | 2         | 10{3}+2{5/2}         |
| pentagramska križna antiprizma |       | P+            | \|2 2 5/3        | 5/3.3.3.3            | Starp               | D5d             | -- | U80 | K05 | 10          | 20         | 12                   | 2         | 10{3}+2{5/2}         |

### Druge nekonveksne oblike z nekonveksnimi stranskimi ploskvami
| ime                                       | slika | razred telesa | Wythoffov simbol | konfiguracija oglišč       | Bowersova okrajšava | grupa simetrije | W#   | U#  | K#  | oglišča | robovi | stranske ploskve | χ   | tip stranske ploskve     |
| ----------------------------------------- | ----- | ------------- | ---------------- | -------------------------- | ------------------- | --------------- | ---- | --- | --- | ------- | ------ | ---------------- | --- | ------------------------ |
| mali zvezdni dodekaeder                   |       | R+            | 5\|2 5/2         | (5/2)5                     | Sissid              | Ih              | W020 | U34 | K39 | 12      | 30     | 12               | -6  | 12{5/2}                  |
| veliki zvezdni dodekaeder                 |       | R+            | 3\|2 5/2         | (5/2)3                     | Gissid              | Ih              | W022 | U52 | K57 | 20      | 30     | 12               | 2   | 12{5/2}                  |
| Ditrigonalni dodecadodecaeder             |       | S+            | 3\|5/3 5         | (5/3.5)3                   | Ditdid              | Ih              | W080 | U41 | K46 | 20      | 60     | 24               | -16 | 12{5}+12{5/2}            |
| Small ditrigonal icosidodecahedron        |       | S+            | 3\|5/2 3         | (5/2.3)3                   | Sidtid              | Ih              | W070 | U30 | K35 | 20      | 60     | 32               | -8  | 20{3}+12{5/2}            |
| zvezdni prisekani heksaeder               |       | S+            | 2 3\|4/3         | 8/3.8/3.3                  | Quith               | Oh              | W092 | U19 | K24 | 24      | 36     | 14               | 2   | 8{3}+6{8/3}              |
| veliki rombiheksaeder                     |       | S+            | 4/3/2 2\|        | 4.8/3.4/3.8/5              | Groh                | Oh              | W103 | U21 | K26 | 24      | 48     | 18               | -6  | 12{4}+6{8/3}             |
| veliki kubikubooktaeder                   |       | S+            | 3 4\|4/3         | 8/3.3.8/3.4                | Gocco               | Oh              | W077 | U14 | K19 | 24      | 48     | 20               | -4  | 8{3}+6{4}+6{8/3}         |
| veliki dodekahemidodekaeder               |       | S+            | 5/35/2\|5/3      | 10/3.5/3.10/3.5/2          | Gidhid              | Ih              | W107 | U70 | K75 | 30      | 60     | 18               | -12 | 12{5/2}+6{10/3}          |
| mali dodekahemiikozaeder                  |       | S+            | 5/35/2\|3        | 6.5/3.6.5/2                | Sidhei              | Ih              | W100 | U62 | K67 | 30      | 60     | 22               | -8  | 12{5/2}+10{6}            |
| dodekadodekaeder                          |       | S+            | 2\|5/2 5         | (5/2.5)2                   | Did                 | Ih              | W073 | U36 | K41 | 30      | 60     | 24               | -6  | 12{5}+12{5/2}            |
| veliki ikozihemidodekaeder                |       | S+            | 3/2 3\|5/3       | 10/3.3/2.10/3.3            | Geihid              | Ih              | W106 | U71 | K76 | 30      | 60     | 26               | -4  | 20{3}+6{10/3}            |
| veliki ikozidodekaeder                    |       | S+            | 2\|5/2 3         | (5/2.3)2                   | Gid                 | Ih              | W094 | U54 | K59 | 30      | 60     | 32               | 2   | 20{3}+12{5/2}            |
| kubiprirezan kubooktaeder                 |       | S+            | 4/3 3 4\|        | 8/3.6.8                    | Cotco               | Oh              | W079 | U16 | K21 | 48      | 72     | 20               | -4  | 8{6}+6{8}+6{8/3}         |
| veliki prirezan kubooktaeder              |       | S+            | 4/3 2 3\|        | 8/3.4.6                    | Quitco              | Oh              | W093 | U20 | K25 | 48      | 72     | 26               | 2   | 12{4}+8{6}+6{8/3}        |
| prirezan veliki dodekaeder                |       | S+            | 2 5/2\|5         | 10.10.5/2                  | Tigid               | Ih              | W075 | U37 | K42 | 60      | 90     | 24               | -6  | 12{5/2}+12{10}           |
| mali zvezdni prirezan dodekaeder          |       | S+            | 2 5\|5/3         | 10/3.10/3.5                | Quitsissid          | Ih              | W097 | U58 | K63 | 60      | 90     | 24               | -6  | 12{5}+12{10/3}           |
| veliki zvezdni prirezan dodekaeder        |       | S+            | 2 3\|5/3         | 10/3.10/3.3                | Quitgissid          | Ih              | W104 | U66 | K71 | 60      | 90     | 32               | 2   | 20{3}+12{10/3}           |
| prirezan veliki ikozaeder                 |       | S+            | 2 5/2\|3         | 6.6.5/2                    | Tiggy               | Ih              | W095 | U55 | K60 | 60      | 90     | 32               | 2   | 12{5/2}+20{6}            |
| veliki dodekikozaeder                     |       | S+            | 5/35/2 3\|       | 6.10/3.6/5.10/7            | Giddy               | Ih              | W101 | U63 | K68 | 60      | 120    | 32               | -28 | 20{6}+12{10/3}           |
| veliki rombidodekaeder                    |       | S+            | 3/25/3 2\|       | 4.10/3.4/3.10/7            | Gird                | Ih              | W109 | U73 | K78 | 60      | 120    | 42               | -18 | 30{4}+12{10/3}           |
| ikozidodekadodekaeder                     |       | S+            | 5/3 5\|3         | 6.5/3.6.5                  | Ided                | Ih              | W083 | U44 | K49 | 60      | 120    | 44               | -16 | 12{5}+12{5/2}+20{6}      |
| veliki ikozikozidodekaeder                |       | C+            | 3/2 5\|3         | 6.3/2.6.5                  | Giid                | Ih              | W088 | U48 | K53 | 60      | 120    | 52               | -8  | 20{3}+12{5}+20{6}        |
| mali ditrigonalni dodeciikozidodekaeder   |       | S+            | 5/3 3\|5         | 10.5/3.10.3                | Sidditdid           | Ih              | W082 | U43 | K48 | 60      | 120    | 44               | -16 | 20{3}+12{;5/2}+12{10}    |
| veliki ditrigonalni dodeciikozidodekaeder |       | S+            | 3 5\|5/3         | 10/3.3.10/3.5              | Gidditdid           | Ih              | W081 | U42 | K47 | 60      | 120    | 44               | -16 | 20{3}+12{5}+12{10/3}     |
| veliki dodeciikozidodekaeder              |       | S+            | 5/2 3\|5/3       | 10/3.5/2.10/3.3            | Gaddid              | Ih              | W099 | U61 | K66 | 60      | 120    | 44               | -16 | 20{3}+12{5/2}+12{10/3}   |
| mali ikoziikozidodekaeder                 |       | S+            | 5/2 3\|3         | 6.5/2.6.3                  | Siid                | Ih              | W071 | U31 | K36 | 60      | 120    | 52               | -8  | 20{3}+12{5/2}+20{6}      |
| rombidodekadodekaeder                     |       | S+            | 5/2 5\|2         | 4.5/2.4.5                  | Raded               | Ih              | W076 | U38 | K43 | 60      | 120    | 54               | -6  | 30{4}+12{5}+12{5/2}      |
| nekonveksen veliki rombiikozaeder         |       | S+            | 5/3 3\|2         | 4.5/3.4.3                  | Qrid                | Ih              | W105 | U67 | K72 | 60      | 120    | 62               | 2   | 20{3}+30{4}+12{5/2}      |
| zvrnjeni dodekadodekaeder                 |       | S+            | \|2 5/2 5        | 3.3.5/2.3.5                | Siddid              | I               | W111 | U40 | K45 | 60      | 150    | 84               | -6  | 60{3}+12{5}+12{5/2}      |
| obrnjeni zvrnjeni dodekadodekaeder        |       | S+            | \|5/3 2 5        | 3.5/3.3.3.5                | Isdid               | I               | W114 | U60 | K65 | 60      | 150    | 84               | -6  | 60{3}+12{5}+12{5/2}      |
| veliki zvrnjeni ikozidodekaeder           |       | S+            | \|2 5/2 3        | 3.4.5/2                    | Gosid               | I               | W116 | U57 | K62 | 60      | 150    | 92               | 2   | (20+60){3}+12{5/2}       |
| veliki obrnjeni zvrnjeni ikozidodekaeder  |       | S+            | \|5/3 2 3        | 3.3.5/3                    | Gisid               | I               | W113 | U69 | K74 | 60      | 150    | 92               | 2   | (20+60){3}+12{5/2}       |
| veliki retrozvrnjeni ikozidodekaeder      |       | S+            | \|3/25/3 2       | (34.5/2)/2                 | Girsid              | I               | W117 | U74 | K79 | 60      | 150    | 92               | 2   | (20+60){3}+12{5/2}       |
| veliki zvrnjeni dodeciikozidodekaeder     |       | S+            | \|5/35/2 3       | 3.5/3.3.5/2                | Gisdid              | I               | W115 | U64 | K69 | 60      | 180    | 104              | -16 | (20+60){3}+(12+12){5/2}  |
| zvrnjeni ikozidodekadodekaeder            |       | S+            | \|5/3 3 5        | 3.3.5.5/3                  | Sided               | I               | W112 | U46 | K51 | 60      | 180    | 104              | -16 | (20+60){3}+12{5}+12{5/2} |
| mali zvrnjeni ikoziikozidodekaeder        |       | S+            | \|5/2 3 3        | 35.5/2                     | Seside              | Ih              | W110 | U32 | K37 | 60      | 180    | 112              | -8  | (40+60){3}+12{5/2}       |
| mali retrozvrnjeni ikoziikozidodekaeder   |       | S+            | \|3/23/25/2      | (35.5/3)/2                 | Sirsid              | Ih              | W118 | U72 | K77 | 60      | 180    | 112              | -8  | (40+60){3}+12{5/2}       |
| veliki dirombikozododekaeder              |       | S+            | \|3/25/3 3 5/2   | (4.5/3.4.3. 4.5/2.4.3/2)/2 | Gidrid              | Ih              | W119 | U75 | K80 | 60      | 240    | 124              | -56 | 40{3}+60{4}+24{5/2}      |
| ikoziprisekani dodekadodekaeder           |       | S+            | 5/3 3 5\|        | 10/3.6.10                  | Idtid               | Ih              | W084 | U45 | K50 | 120     | 180    | 44               | -16 | 20{6}+12{10}+12{10/3}    |
| prisekani dodekadodekaeder                |       | S+            | 5/3 2 5\|        | 10/3.4.10                  | Quitdid             | Ih              | W098 | U59 | K64 | 120     | 180    | 54               | -6  | 30{4}+12{10}+12{10/3}    |
| veliki prisekani ikozidodekaeder          |       | S+            | 5/3 2 3\|        | 10/3.4.6                   | Gaquatid            | Ih              | W108 | U68 | K73 | 120     | 180    | 62               | 2   | 30{4}+20{6}+12{10/3}     |

### Posebni primer
| ime                                                   | slika | razred telesa | Wythoffov simbol     | konfiguracija oglišč                   | Bowersova okrajšava | grupa simetrije | W# | U# | K# | oglišča (V) | robovi (E) | stranske ploskve (F) | χ =V-E+F | tip stranskih ploskev |
| ----------------------------------------------------- | ----- | ------------- | -------------------- | -------------------------------------- | ------------------- | --------------- | -- | -- | -- | ----------- | ---------- | -------------------- | -------- | --------------------- |
| veliki zvrnjeni dirhombidodekaeder Skillingova oblika |       | S++           | \| (3/2) 5/3 (3) 5/2 | (5/2.4.3.3.3.4. 5/3.4.3/2.3/2.3/2.4)/2 | Gidisdrid           | Ih              | -- | -- | -- | 60          | 240 (*1)   | 204                  | 24       | 120{3}+60{4}+24{5/2}  |

Pojasnila:
- W# pomeni številko, ki jo je uporabil ameriški matematik Magnus J. Wenninger (rojen 1919)

za različne oblike poliedrov z oznakami W001 - W119
- K# pomeni številko Kaleido številčenja (K01 - K80)
- χ je Eulerjeva karakteristika
- razred telesa je lahko
  - R = 5 za platonska telesa
  - R+ = 4 so Kepler-Poinsotovi poliedri
  - A =13 so arhimedska telesa
  - C+ = 14 so nekonveksni poliedri s samo konveksnimi stranskimi ploskvami (vsi ti uniformni poliedri imajo stranske ploskve, ki se medsebojno sekajo)
  - S+ = 39  so nekonveksni poliedri s kompleksnimi (zvezdasti mnogokotnik) stranskimi ploskvami
  - P pomeni neskončno skupino pravilnih konveksnih prizem in antiprizem
  - P+ pomeni neskončno skupino nekonveksnih prizem in antiprizem
  - T = 11 ravninska teselacija